# 山西医科大学
37°50′56″N 112°32′54″E / 37.84884°N 112.54834°E
山西医科大学是位于中国山西省太原市的一所公立医科大学，主管部门为山西省教育厅。其前身为山西医学传习所，成立于1919年，1946年并入国立山西大学并成立国立山西大学医学院，1953年9月，独立建校，更名为山西医学院；1996年4月改为现在的校名。

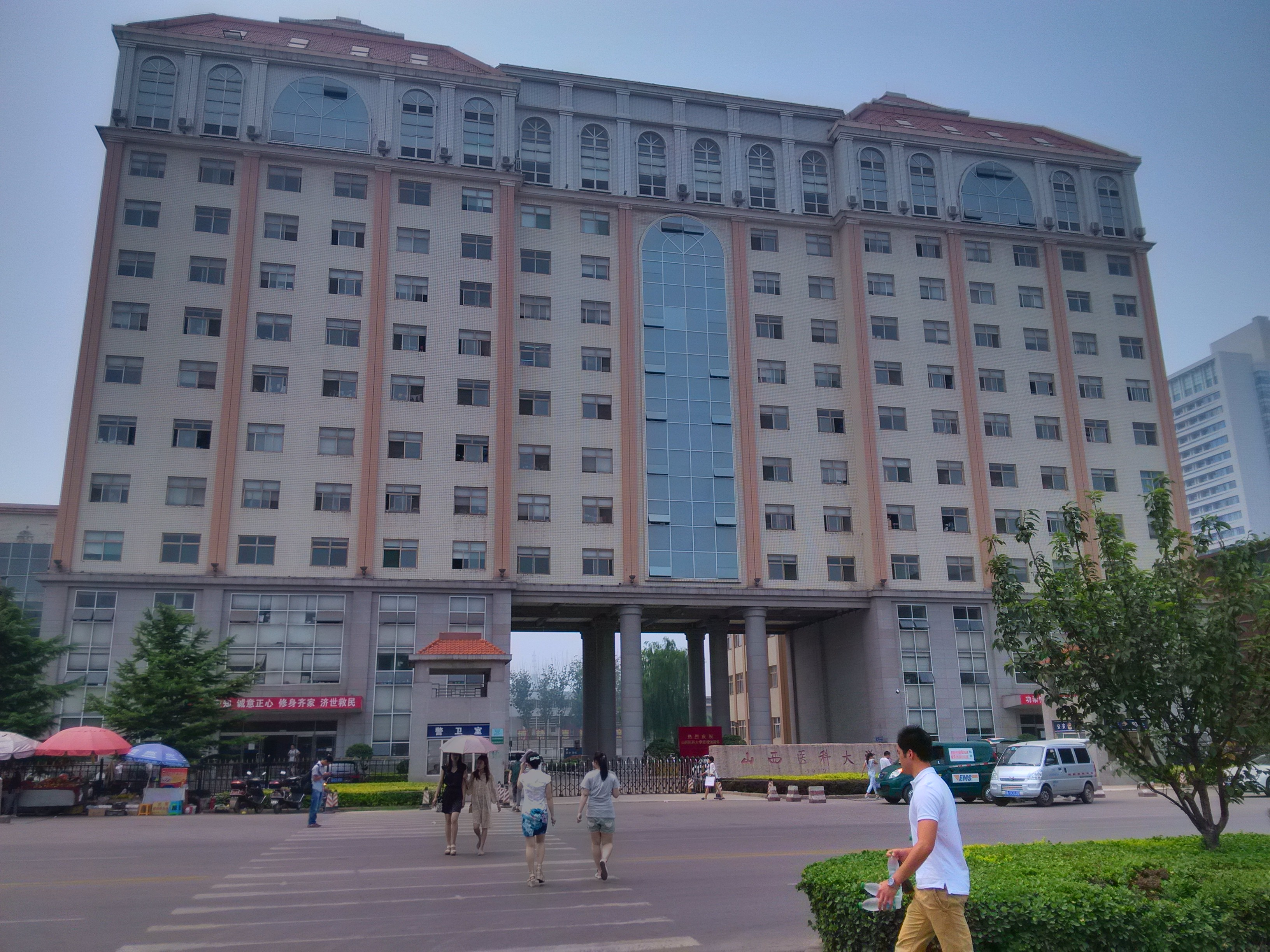
山西医科大学教学行政大楼、东门

## 历史

### 山西医学传习所
1919年8月，山西医学传习所及其附设医院（即山西医科大学第二医院的前身）成立，成立之初为山西中医改进研究会的下属机构。1921年8月，学校更名为山西医学专门学校1928年8月学校更名为山西医学专科学校。1932年1月，学校及附设医院不再隶属于中医改进研究会，学校更名为私立山西川至医学专科学校。
1937年11月，太原沦陷，学校迁至临汾，附属川至医院留在太原。1938年1月，学校更名为山西民族革命大学医学院。1938年3月，学校更名为山西川至医学院，同时组建了新的附设医院。1939年1月，学校再次更名为私立山西川至医学专科学校1940年3月，学校更名为山西大学医学专修科。1946年8月，学校并入国立山西大学并更名为国立山西大学医学院

### 山西桐旭医学专科学校
1942年9月，日军及其控制下的华北政务委员会在附属川至医院的基础上成立山西省立桐旭医学专科学校。1945年8月日本投降，阎锡山改学校为省立川至医学专科学校。

### 山西省汾阳高级护理学校
1923年，美国基督教华北公理会创办山西省汾阳高级护理学校。1937年，学校在中华民国国民政府卫生部和中华护士学会备案，成为当时全国仅有的3所（北京协和、四川华西和山西汾阳）高级护理学校之一，后在抗战影响下停办。1985年，学校恢复重建。

### 合并
1949年4月，太原解放，两所学校及其附设医院由中国人民解放军太原市军事管制委员会医药组接收，1949年8月，两校及其附设医院分别合并为山西大学医学院及附属医院。1953年9月，山西大学医学院独立建院，更名为山西医学院。
1996年9月，学校更名为山西医科大学，同时合并山西省汾阳高级护理学校，原护理学校更名为山西医科大学汾阳学院，统一由山西医科大学招生。
2025年，经中华人民共和国教育部批准，山西医科大学汾阳学院分立为山西医药学院，为公办普通本科学校。同年，经教育部批准，原属山西医科大学管理的独立学院山西医科大学晋祠学院脱离该校管理，并转设为民办普通高等学校晋中健康学院，由太原旭东科技发展有限公司全资持有。

## 专业设置
八年制
- 临床医学（“5+3”一体化）（含儿科学方向）

本科专业
| - 临床医学（含免费医学生） - 预防医学 - 法医学 - 口腔医学 - 医学影像学 - 麻醉学 - 儿科学 - 精神医学 - 助产学 - 基础医学 - 眼视光医学 - 护理学 - 药学（含药剂方向） - 中药学 - 临床药学 | - 医学检验技术 - 医学影像技术 - 卫生检验与检疫 - 康复治疗学 - 医学实验技术（2018年停止招生） - 信息管理与信息系统 - 公共事业管理 - 劳动与社会保障（2018年停止招生） - 健康服务管理 - 英语专业（2018年停止招生） - 社会工作学 - 生物制药 - 智能医学工程 - 运动康复学 |

## 院系设置
- 第一临床医学院（即山西医科大学第一医院）
- 第二临床医学院（即山西医科大学第二医院）
- 第三临床医学院（即山西白求恩医院）
- 第五临床医学院（即山西省人民医院）
- 第六临床医学院（即太钢总医院）
- 第七临床医学院（即临汾市人民医院）
- 第八临床医学院（即运城市中心医院）
- 第九临床医学院（即太原市中心医院）
- 第十临床医学院（即忻州市人民医院)
- 第十一临床医学院（即吕梁市人民医院）
- 第十五临床医学院（即晋中市第一人民医院）
- 汾阳临床学院（即山西省汾阳医院）
- 精神卫生学院（即山西省精神卫生中心）
- 口腔医学院（即山西省口腔医院）
- 儿科医学院（即山西省儿童医院）
- 眼科医学院（即山西省眼科医院）
- 肿瘤医学院（即山西省肿瘤医院）
- 汾阳学院（原山西省汾阳高级护理学校）
- 基础医学院
- 公共卫生学院
- 药学院
- 法医学院
- 护理学院
- 研究生学院
- 人文社会科学学院
- 继续教育学院（职业技术学院）
- 管理学院
- 马克思主义学院
- 麻醉学院
- 医学影像学院
- 外语系
- 体育教学部（运动康复系）
- 计算机教学部
- 临床技能教学模拟医院

## 办学特长
国家重点二级学科：
- 生理学

国家重点临床专科：
| - 泌尿外科 - 普通外科 - 老年病科 - 骨科学 - 风湿免疫 - 心血管内科 - 病理学 | - 重症医学 - 中医护理学 - 急诊医学 - 肾内科 - 眼科学 - 护理学 |

教育部学科评估： 
- 临床医学（B-）
- 生物学（B-）
- 公共卫生与预防医学（C+）
- 护理学（C+）
- 基础医学（C）
- 药学（C）

山西省重点学科：
| - 临床医学 - 基础医学 - 生物学 | - 特种医学 - 公共卫生与预防医学 - 护理学 |

山西省重点建设学科：
| - 药学 - 中药学 - 社会学 | - 口腔医学 - 心理学 - 图书情报与档案管理 |

山西省“1331”工程优势学科攀升计划：
- 生物学

山西省“1331”工程优势重点学科：
- 基础医学

山西省“136”兴医工程领军临床专科：
| - 精神卫生科 - 耳鼻咽喉-头颈外科 - 骨科 - 神经内科 | - 呼吸与危重症医学科 - 风湿免疫科 - 心血管内科 - 肿瘤科 |

## 科研工作
学校临床医学学科进入ESI全球排名前1%，拥有多所省部级实验室。

### 省部级实验室
- 教育部重点实验室：
  - 细胞生理学教育部重点实验室
- 卫健委重点实验室：
  - 国家卫健委尘肺病重点实验室
- 省部共建协同创新中心：
  - 分子影像精准诊疗省部共建协同创新中心
- 山西省重点实验室：
  - 骨与软组织损伤修复山西省重点实验室（1331工程）
  - 法医学山西省重点实验室（1331工程）
  - 血液病分子诊疗山西省重点实验室（1331工程）
  - 耳鼻咽喉头颈肿瘤山西省重点实验室（1331工程）
  - 食管癌发病机理及转化研究山西省重点实验室（1331工程）
  - 出生缺陷与细胞再生山西省重点实验室
  - 实验动物与人类疾病动物模型山西省重点实验室
  - 心血管疾病诊治及临床药理山西省重点实验室
  - 免疫性皮肤病干细胞山西省重点实验室
  - 环境健康损害山西省重点实验室
  - 重大疾病风险评估山西省重点实验室
  - 分子影像山西省重点实验室
  - 口腔疾病防治与新材料山西省重点实验室
  - 精神障碍人工智能辅助诊疗山西省重点实验室
- 山西省高校重点实验室：
  - 环境医学山西省高等学校重点实验室
- 山西省工程技术研究中心（工程实验室）：
  - 山西省道地药材资源开发工程技术研究中心
  - 山西省靶向外科高性能成像工程技术研究中心
  - 山西省骨与软组织损伤修复医学转化工程研究中心
  - 山西省心血管疾病精准医疗工程技术研究中心
  - 山西省青少年脊柱侧弯流行病学调查及AI诊断预防工程研究中心
  - 山西省医疗器械智能精准检测工程研究中心
  - 山西省实验动物基因工程研究中心
  - 山西省脑卒中5G大数据分析及人工智能工程研究中心
  - 山西省核医学智慧与技术转化工程研究中心
  - 山西省智能影像大数据与功能纳米成像工程研究中心
  - 山西省分子影像技术及设备研发与转化工程研究中心
- 山西省研究中心：
  - 山西省肾脏病研究中心
- 山西省科技基础条件平台：
  - 山西省实验动物资源共享服务平台
  - 山西省医学科技文献共享服务平台
  - 山西省骨关节炎生物学样本资源共享服务平台
  - 山西省食管鳞癌多组学科学数据共享服务平台
  - 山西省头颈部恶性肿瘤生物样本资源与实验材料共享服务平台
- 山西省高校重点研究基地：
  - 分子影像转化与开发协同创新培育基地
- 山西省高校人文社会科学重点研究基地：
  - 健康人文研究中心
  - 卫生管理与政策研究中心
- 山西省服务产业创新学科群：
  - 服务制药创新产业学科群
  - 精准诊疗学科群

## 附属医院
- 直属附属医院（由山西医科大学医院管理处直接管理）：
  - 附属第一医院（山西医科大学第一医院）
  - 附属第二医院（山西医科大学第二医院、山西红十字医院）
  - 附属第五医院（山西省人民医院）
  - 附属第六医院（太原钢铁（集团）有限公司总医院）
  - 附属汾阳医院（山西省汾阳医院）
  - 附属临汾医院（临汾市人民医院）
  - 附属运城医院（运城市中心医院）
  - 附属太原中心医院（太原市中心医院）
  - 附属忻州医院（忻州市人民医院）
  - 附属吕梁医院（吕梁市人民医院）
  - 附属晋中医院（晋中市第一人民医院）
  - 附属精神卫生医院（山西省精神卫生中心、太原市精神病医院）
  - 附属口腔医院（山西医科大学口腔医院、山西省口腔医院）
  - 附属肺科医院（太原市第四人民医院）
  - 附属肿瘤医院（山西省肿瘤医院、山西省第三人民医院、山西省肿瘤研究所）
  - 附属儿童医院（山西省儿童医院、山西省妇幼保健院）
  - 附属眼科医院（山西省眼科医院）
  - 附属职业病医院（山西省第二人民医院、山西省职业病医院）
  - 附属心血管病医院（山西省心血管病医院）[7]
- 非直属附属医院
  - 附属第三医院（山西白求恩医院、同济山西医院、山西医学科学院）[8]

## 制药厂家
1972年，由学校出资成立山西医科大学制药厂，之后更名为山西山医制药有限公司，现山西医科大学控股。